# Domein (netwerk)
Een domein of Windows NT-domein is een groep computers in een netwerk die Microsoft Windows als besturingssysteem of het opensourceprogramma Samba geïnstalleerd hebben en die centraal beheerd worden door één of meer Windows- of Samba-servers. Standaard heeft de beheerder van een domein volledige controle over alle computers van dat domein. Domeinen zijn een middel om het beheer van Windows-computers te centraliseren.
Elke persoon die computers binnen een domein gebruikt krijgt daarvoor een gebruikersnaam of een account, met een bijbehorend wachtwoord. Hiermee kunnen zij aanmelden en iedere computer van het domein gebruiken, hoewel hierbij beperkingen opgelegd kunnen worden.
Een voordeel van domeinen is dat gebruikers opgedeeld kunnen worden in groepen. Door een gebruiker lid te maken van een bepaalde groep, kan die gebruiker alle machtigingen van die groep krijgen. Hierdoor wordt het beheer sterk vereenvoudigd, omdat de beveiligingsinstelling maar eenmaal moet gebeuren, en niet telkens opnieuw bij elke nieuwe gebruiker.
Indien er meerdere domeinen bestaan in een netwerk, dan kunnen er zogenaamde "vertrouwensrelaties" gelegd worden tussen deze domeinen. Bij een dergelijke relatie is er een vertrouwend domein en een vertrouwd domein. Gebruikers van een vertrouwd domein kunnen dan toegang krijgen tot het vertrouwend domein, zonder daar zelf gebruiker te zijn.